# Trauma chez les enfants dans les guerres contemporaines

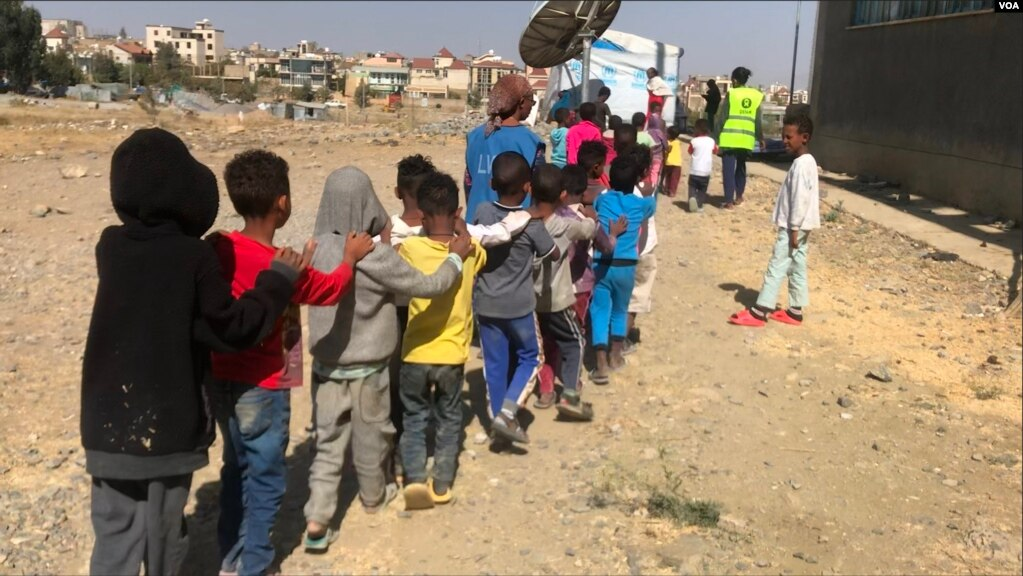
Traumatismes chez les enfants éthiopiens dans le Tigré : retour à l'école.

Le trauma chez les enfants dans les conflits de la fin du XXe siècle et du XXIe siècle décrit la prise en considération des conséquences des conflits armés sur les populations civiles, en particulier sur les enfants, qu'il soit physique ou moral. Il présente plusieurs différences importantes par rapport aux traumatismes des guerres des XIXe siècle et XXe siècle et sont liés au contexte des conflits sur différents plans: la nature des conflits, les nouvelles méthodes de guerre, les changements sociétaux et les avancées technologiques.
Les violations des droits de l'enfant sont fréquentes dans les zones de conflit : en 2025, plus d'un enfant sur 6 vit dans des zones de conflitet en subissent les conséquences, soit la moitié de la population touchée par ces conflits. Dix pour cent d'entre eux sont en situation de déplacement forcé. Les violations des droits de l'enfant sont de plus en plus nombreuses. Enfants et adolescents subissent, outre les blessures physiques, du stress et des traumatismes susceptibles de provoquer des maladies chroniques, des dépressions et des troubles mentaux divers, en ce compris à l’âge adulte. Les troubles du stress post-traumatique (TSPT)qui se sont développés chez les enfants vivant dans des pays en conflit nécessite une prise en charge psychologique, rarement mise en place lorsque les conflits sont en cours.
Dans les pays en guerre au XXIe siècle, différents rapports publiés font état d'une augmentation significative (21 %) des violations graves commises envers les enfants dans les conflits actuels, comme par exemple en Ukraine, en Syrie, en Israël, au Soudan, dans la bande de Gaza, au Yémen, en république démocratique du Congo. Ils pointent également les conséquences du génocide Rwanda sur les enfants, même nés après le génocide.

## Contexte

### Conflits asymétriques et évolutions technologiques
Le contexte des guerres contemporaines diffère considérablement de celui des guerres du passé. Au XXe siècle, les guerres étaient généralement inter-étatiques, menées par des armées conventionnelles et impliquaient des affrontements directs entre des forces organisées. Certes, avec un impact considérable sur les populations civiles. Les guerres contemporaines du XXIe siècle quant à elles, sont de plus en plus caractérisées par des conflits asymétriques, intra-étatiques, où des groupes armés non étatiques et des forces militants mènent des opérations de guérilla, de terrorisme et des attaques ciblées contre des civils. Ces types de conflits impliquent souvent une guérilla urbaine, du terrorisme transnational et des opérations clandestines, ce qui entraîne un paysage de guerre plus complexe et imprévisible.
Cette évolution du paysage des conflits a des implications majeures sur les traumatismes subis par les enfants. Dans les guerres des XIXe siècle et XXe siècle, les enfants étaient souvent plongés dans des situations de conflit et témoin directs des combats. Dans les guerres contemporaines, les enfants sont souvent des victimes indirectes, exposées à des violences indiscriminées telles que des bombardements aériens, attaques de drones, tirs de roquettes ou des attaques suicides, qui frappent les lieux où ils se trouvent, tels que les écoles, les marchés ou leurs propres maisons. Suivant les types de factions en présence, armées, groupes terroristes ou milices, les enfants peuvent être enlevés, recrutés par les milices, utilisés comme boucliers humains, comme monnaie d'échange voire victimes de viol.
Les avancées technologiques utilisés dans les guerres contemporaines impliquent de plus en plus l'utilisation d'armes lourdes, de drones armés (en particulier depuis l'attaque du 11 septembre aux États-Unis), de missiles balistiques et de nouvelles technologies de guerre électronique (cyberattaques). Ces nouvelles technologies de guerre rendent les attaques plus puissantes et plus destructrices. Les bombardements aériens massifs et l'utilisation de drones armés permet de mener des frappes ciblées à distance, réduisant ainsi le risque pour les soldats d'être directement exposés au danger. Ils causent des destructions considérables et des pertes massives parmi les enfants, souvent sans avertissement ni possibilité d'échapper à l'attaque.
Le recours à de nouveaux types de mines terrestres (mines anti-personnel) est également en augmentation. Celles-ci sont utilisées par des armées régulières (Russie en Ukraine, Myanmar, Corée du Nord) ainsi que par des groupes armés entre autres à Gaza (par les Brigades Al-Qassam), en Colombie (FARC) , en Inde (Parti Maoïste Indien et le PLGA-People’s Liberation Guerrilla Army), au Myanmar, au Pakistan (IRGC) et par des groupes armés dans les pays limitrophes du Sahel,.
Les conflits actuels en cours en Ukraine, en Syrie, au Soudan, à Gaza, en Israël, au Yemen, en Ethiopie, au Cameroun ou en RDC sont illustratifs de l'évolution du paysage des conflits armés dans le monde.

#### Les conséquences des guerres actuelles sur les enfants sont profondes et variées.
Outre les traumatismes physiques, ils vont des traumatismes psychologiques à la perte d'éducation et à la violence physique. La communauté internationale considère désormais que protéger les enfants dans les zones de conflit et leur garantir le droit à une vie saine et épanouissante sont un enjeu majeur.
Les traumatismes psychologiques et émotionnels infligés aux enfants dans de telles circonstances sont souvent profonds et durables, car ils ont été témoins ou victimes de la destruction brutale de leur environnement familial et communautaire.

## Les violations des droits des enfants en temps de guerre[17]
En son Art. 3, La Convention de Genève relative à la protection des personnes civiles en temps de guerre établit que : 

Les personnes qui ne participent pas directement aux hostilités doivent en toutes circonstances être traitées avec humanité, sans aucune distinction de caractère défavorable basée sur la race, la couleur, la religion ou la croyance, le sexe, la naissance ou la fortune, ou tout autre critère analogue.
À cet effet, sont et demeurent prohibés, en tout temps et en tout lieu, à l'égard des personnes mentionnées ci-dessus :
- Les atteintes portées à la vie et à l'intégrité corporelle, notamment le meurtre sous toutes ses formes, les mutilations, les traitements cruels, tortures et supplices ;
- Les prises d'otages ;
- Les atteintes à la dignité des personnes, notamment les traitements humiliants et dégradants ;
- Les condamnations prononcées et les exécutions effectuées sans un jugement préalable, rendu par un tribunal régulièrement constitué, assorti des garanties judiciaires reconnues comme indispensables par les peuples civilisés.

Les blessés et les malades seront recueillis et soignés.
Le Conseil de sécurité de l’ONU a recensé et condamné six violations graves des droits des enfants en temps de guerre : les meurtres et les mutilations d’enfants ; le recrutement et l’utilisation d’enfants par des forces et des groupes armés ; les attaques contre les écoles et les hôpitaux ; les viols et autres violences sexuelles sur les enfants ; et le refus de laisser les enfants accéder à l’aide humanitaire.

## Pays en guerre auXXIesiècleet impact sur les enfants

### Ukraine
L’attaque de l’Ukraine par la Russie, le 24 février 2022 a eu des conséquences multiples, à commencer par le déplacement de près de 4,4 millions d’Ukrainiens vers l’Union Européenne et 1,2 million vers la fédération de Russie, majoritairement des femmes et des enfants. Outre le déplacement de civils hors Ukraine, près de 5,9 millions ont été déplacés en Ukraine même.
Ce déplacement de civils a séparé les enfants de leur de leur père et d’une partie de leur famille. Ils ont dû s’intégrer dans un nouvel environnement, une nouvelle école, voire une nouvelle langue.
Ceux qui sont restés avec leur famille ont été privés d’un environnement sécurisé, confrontés à la violence des bombardements entraînant la mort de nombreux civils, au froid, à l'absence de soins, à la faim, à la déscolarisation et à la peur au quotidien. Certains enfants ont également assisté au massacre de civils, dont à Boutcha.

#### Déportation d’enfants ukrainiens par la Russie
Dès le mois de mars 2022, la Russie a opéré des enlèvements de masse d’enfants ukrainiens vers la Russie. Que ce soit lors de l’assassinat ou l’arrestation de leurs parents ou sous couvert d’invitations à des « colonies de vacances » en Crimée ». L’Ukraine a recensé 16 226 enfants déportés mais ce nombre pourrait être plus élevé. L’ONG Save Ukraine tente de les retrouver et les rapatrier en Ukraine.
Depuis le 17 mars 2023, Vladimir Poutine et sa commissaire « aux droits des enfants », Maria Lvova-Belova, sont sous le coup d’un mandat d’arrêt international émis par la Cour pénale internationale, sous le chef d’accusation de crimes de guerre et « déportations illégales »,.
Le Département d’Etat américain fait état des preuves impliquant personnellement Vladimir Poutine, sa Commissaire aux « droits des enfants » et d’autres officiels du Kremlin dans l’enlèvement, la déportation vers des « camps de transition » où ils sont « rééduqués » avant d’être adoptés par des familles russes. Les enfants auraient été acheminés vers la Russie par avions militaires. Les autorités russes ont déclaré que ces enfants étaient des orphelins voire des enfants abandonnés par leurs parents.
Selon un reportage diffusé sur France 5 le 16 février 2025, " l'Ukraine compte 7,5 millions de mineurs. Plus de 4 millions ont été déplacés depuis l'invasion russe. " 

#### Impact sur la santé physique et mentale
La destruction des infrastructures hospitalières, et des structures de soin a privé les enfants de vaccins essentiels et d’un accès au soins de base. En 2023, un enfant sur cinq présente des signes de stress post-traumatique, l’Unicef estimant à : « 1,5 million le nombre d’enfants exposés à la dépression, à l’anxiété, au syndrome de stress post-traumatique et à d’autres problèmes de santé mentale, avec des effets et des implications potentiels à long terme. »

### Syrie
La guerre civile syrienne, qui a débuté en 2011 dans le contexte du printemps arabe, a provoqué une crise humanitaire majeure. A l’origine, un graffiti d’ados « A ton tour, Docteur » contre Bachar el-Assad dans la ville de Deraa. Les adolescents, auteurs du graffiti, ont été arrêtés et torturés.
Réprimé dans la violence, le soulèvement pacifique qui a suivi a entraîné une guerre totale menée par le pouvoir syrien contre les populations civiles réfractaires au pouvoir de Bachar el-Assad. Les estimations font état de près de 500.000 morts, hommes, femmes et enfants entre 2011 et la chute du pouvoir, le 8 décembre 2024. Des millions d'enfants ont été exposés à des violences et privés d'éducation. Le pouvoir de Bachar el-Assad n’a pas hésité à emprisonner, torturer et tuer enfants et adolescents, ces pratiques étant destinées à anéantir la résistance.
Les populations ont été déplacées massivement, en majorité vers la Turquie, vers l’Europe ainsi vers le Canada et les États-Unis. Les conditions dans lesquelles cette immigration forcée, avec traversées hasardeuses depuis la Turquie et des séjours plus ou moins longs dans des camps de réfugiés ont provoqué un stress considérable chez les enfants. Perte de repères, déscolarisation, peur, privation de soins, absence de soutien psychologique.
Les bombardements massifs de l’armée syrienne, alliée au Hezbollah et à la Russie ont frappé sans distinction civils et groupes armés rebelles. Entre 2013 et 2017, l’armée syrienne a également utilisé des armes chimiques contre la population civile dans différentes villes syriennes.
Depuis la chute du régime de Bachar el-Assad, le 8 décembre 2024, une transition s'organise avec l'arrivée au pouvoir du groupe islamiste Hayat Tahrir al-Cham. Selon, The Conversation, "ceux qui rendront la justice pourront s’appuyer sur le travail des associations et des groupes qui, depuis le début de la révolution, ont documenté les crimes commis par le régime."
L'ampleur de l'impact de la guerre en Syrie sur les enfants pourra alors être mise à jour.

### Soudan
Les conflits successifs et prolongés au Soudan ont entraîné des violations des droits des enfants, y compris des enlèvements, des viols et des meurtres.
La guerre civile soudanaise, débutée en avril 2023 est la quatrième guerre civile dans ce pays.
« Au-delà de l’impact direct de la violence sur les enfants, le conflit en cours a engendré une combinaison mortelle de déplacements forcés, d’épidémies et de crise alimentaire. Près de 4 millions d’enfants de moins de cinq ans devraient souffrir de malnutrition aiguë cette année, dont 730 000 de malnutrition aiguë sévère potentiellement mortelle. Le Soudan connaît actuellement l’une des pires crises éducatives au monde, avec plus de 90 % des 19 millions d’enfants en âge d’être scolarisés privés d’accès à une éducation formelle. La perturbation continue de l’éducation entraînera une crise générationnelle pour le Soudan. »

### République démocratique du Congo (RDC)[35]
Les conflits en RDC perdurent depuis l’indépendance du pays en 1962. Il existe aujourd’hui une centaine de groupes armés qui se disputent le pouvoir, la mainmise sur l’exploitation des ressources naturelles et du territoire. La mauvaise gouvernance du pays et les rivalités ethniques sont des facteurs supplémentaires.
Les conséquences de ces conflits successifs sont davantage référencés depuis les années 2000, en particulier dans l'Est de la RDC, où ils perdurent depuis 2006 entre les rebelles du M23 et le gouvernement congolais. Plus de 6 millions de personnes ont perdu la vie en RDC depuis la fin des années 1990, sans compter le déplacement massif de populations, estimé, en 2024 à près de 7,3 millions de personnes. Les enfants sont exposés en permanence à la violence et à la brutalité des combats.
Les exactions perpétrées par les différentes factions sont nombreuses et entraînent des conséquences traumatiques, en particulier chez les enfants :
- viols de masse, en ce compris des enfants, et autres formes de violence sexuelles : « L’ONU et certaines ONG ont fait état de viols de masse et d’autres formes de violence sexuelle , principalement contre les femmes et les enfants. » (Amnesty)
- torture, disparitions forcées et détentions arbitraires massives ;
- déplacements de masse et manque d’accès à la nourriture et à un abri ;
- enrôlement d’enfants comme enfants-soldats ;
- pauvreté et manque d’accès aux soins de santé et à l’éducation.

### Rwanda
Le génocide rwandais de 1994 a fait 1 million de morts en 100 jours. Il a eu des conséquences dévastatrices pour les enfants, qui ont perdu leurs familles et ont été témoins de violences extrêmes. Le traumatisme est « abyssal »chez les survivants et rescapés des massacres, victimes, de blessures physiques et de stress post-traumatiques et troubles dépressifs.
Le traumatisme est également présent chez les jeunes nés après le génocide, qui représentent trois habitants sur cinq. On peut donc considérer que les traumatismes psychologiques résultants du génocide sont transgénérationnels.
Ils entraînent chez ces jeunes risques d’alcoolisme, d’addictions et de dépressions.

### Ethiopie
La guerre du Tigré est une guerre de sécession (2020-2022) déclarée par le Front de libération du peuple du Tigré (FLPT) contre le gouvernement éthiopien. Cette guerre a fait environ deux millions de déplacés et, en l’absence de décompte officiel, les estimations parlent de 600 000 morts de civils, soit le conflit le plus meurtrier du XXIe siècle.
Les victimes civiles du conflit ont été majoritairement indirectes, en raison de la famine et de la privation de soins, consécutives au blocus de la région pendant deux ans.
Outre les combats, cette guerre « a été marquée par de multiples exactions − massacres, viols et tortures − commises par « toutes les parties », selon une enquête conjointe de l’ONU et de la Commission éthiopienne des droits de l’homme ».
Les enfants ont été déplacés, déscolarisés. Ils ont souffert de famine, de malnutrition, de privation de soins.

### Cameroun
La crise anglophone au Cameroun, débuté fin 2017, a fait plus de 6 000 morts et 700 000 déplacés. Les séparatistes ont fait des élèves et des enseignants leurs cibles, symboles à leurs yeux du pouvoir central. Ils ont attaqué, enlevé et torturé des centaines d'enfants, de parents et d'enseignants. Depuis la déclaration de sécession, au moins 160 enseignants ont été tués, ainsi que des dizaines d'enfants, selon le Cameroon Teachers' Trade Union (CATTU), l'un des plus grands syndicats d'enseignants.
En juillet 2019, près de 6 000 écoles, soit plus de 80 % des écoles des régions anglophones sont fermées, affectant plus de 600 000 enfants. Selon l'UNICEF, deux mois après la rentrée scolaire 2019, environ 90 % des écoles primaires publiques, soit plus de 100 écoles et 77 % des écoles secondaires publiques, soit 744 établissements restent fermées ou non opérationnelles. Depuis le début du conflit, 855 000 enfants ne sont plus scolarisés.
Le 12 février 2024, le Bureau de la coordination des affaires humanitaires (BCAH) indique dans un rapport que plus de 200 000 enfants sont déscolarisés du fait de la fermeture de plusieurs écoles. En effet, selon les données de le BCAH, 2 875 établissements scolaires n'ont pas rouvert leurs portes depuis la rentrée 2023, soit 41 % des établissements.

### Israël et Palestine

#### Contexte
Le conflit israélo-palestinien est un conflit ancien et complexe qui perdure depuis partage de la Palestine en 1947.
Bien que ce conflit ait été marqué par de nombreuses escalades et tensions, il a connu une recrudescence particulièrement violente lors de l'attaque surprise d'Israël par le Hamas le 7 octobre 2023. Cette attaque a été caractérisée par une brutalité inédite et a ciblé principalement les civils israéliens, causant de nombreuses pertes humaines et blessures.
Selon les rapports, ces attaques ont blessé environ 4 834 personnes et coûté la vie à 1 188 personnes, dont 37 enfants, en une seule journée. Les assaillants ont également capturé 251 otages, comprenant des hommes, des femmes et des enfants, dont 101 personnes sont encore retenues en otage à la date du 2 décembre 2024 (vivantes ou mortes), parmi lesquelles se trouvent deux enfants. Au 3 février 2025, après la libération des premiers otages dans le cadre du cessez-le-feu entre Israël et le Hamas, les deux enfants sont toujours captifs à Gaza.
Les enfants et adolescents survivants des attaques, ceux qui y ont perdu des proches et membres des familles d'otages vivent en état de détresse mentale et émotionnelle. D'autres enfin sont affectés en raison de la situation sécuritaire, des attaques de missiles de drones et des effets des attaques et de la guerre dans leur quotidien. Ils présentent des troubles de stress post-traumatique, anxiété et dépression,.
Les témoignages de survivants et d'otages libérés ont révélé viols et agressions sexuelles auxquels ont été soumises les femmes et les jeunes filles au moment des attaques, de leur capture et pendant leur captivité,.
Outre les attaques visant directement les civils, la guerre déclarée à la suite des massacres a entraîné le déplacement massif des populations vivant à proximité de la bande de Gaza. Environ 200 000 personnes ont également été contraints de fuir en raison des attaques du Hamas et des attaques quotidiennes de missiles perpétrées par le Hezbollah libanais contre cette région frontalière, entraînant la déscolarisation provisoire des enfants.
Les professionnels de la santé mentale, psychologues, psychiatres et spécialistes de thérapies brèves ont été mobilisés pour la prise en charge des traumatismes sur la population, en particulier sur les enfants.

### Les répercussions des traumatismes chez les enfants israéliens et palestiniens
Les enfants israéliens et palestiniens subissent des répercussions psychologiques significatives en raison du conflit israélo-palestinien, qui perdure depuis 1948. Ce traumatisme est devenu intergénérationnel, affectant non seulement les enfants directement exposés à la violence, mais aussi ceux dont les parents ont vécu des événements traumatiques dans le passé.
Dans les zones de conflit, les enfants sont considérés comme des victimes primaires. Ils sont souvent témoins ou victimes de bombardements, perdent leurs proches et subissent des déplacements forcés. En outre, ils sont également des victimes secondaires, exposés aux médias qui diffusent des images et des commentaires sur le conflit, exacerbant ainsi leur traumatisme. L'hypermédiatisation de la guerre entre le Hamas et Israël contribue à cette exposition continue,.
L'offensive israélienne contre le Hamas, déclenchée après les attaques du 7 octobre 2023, a entraîné un déplacement massif de populations. De nombreux enfants ont été privés d'un toit, de sécurité et d'éducation, ce qui aggrave leur situation déjà précaire. Les statistiques concernant les victimes civiles restent incertaines, mais les bombardements massifs ont causé la mort de milliers de civils, dont un nombre alarmant d'enfants. À Gaza, environ 40 % de la population a moins de 15 ans.
Avant même l'escalade actuelle du conflit, on estimait qu'environ 800 000 enfants à Gaza nécessitaient un soutien psychosocial et en santé mentale. Actuellement, l'UNICEF estime que tous les enfants de la bande de Gaza ont besoin de ces services en raison des traumatismes accumulés. Les conséquences psychosociales incluent une exposition accrue à la violence et à la haine en raison de la stratégie du Hamas, notamment par le biais des manuels scolaires, l'utilisation d'enfants par des groupes armés comme guetteurs, messagers ou dans des missions suicides et l'utilisation des populations civiles comme boucliers humains.
Les effets du traumatisme sur ces enfants sont variés et complexes. Des études montrent que les enfants peuvent développer des troubles du stress post-traumatique (TSPT) avec une intensité et une complexité souvent plus élevées que dans d'autres zones de conflit. Ce phénomène est aggravé par un cycle rapide de violence qui entraîne plusieurs traumatismes au cours de leur enfance. À long terme, ces traumatismes peuvent mener à une désensibilisation émotionnelle à la violence et à des comportements à risque, tels que l'abus de substances ou l'engagement dans des activités violentes.

## Conclusion
Les répercussions des conflits du XXIe siècle sur les enfants, "victimes silencieuses, presque invisibles"  sont profondes et préoccupantes. Le traumatisme intergénérationnel, exacerbé par l'hypermédiatisation, l'intensification et la diversification des hostilités, souligne la nécessité d'interventions pour fournir un soutien psychosocial aux enfants affectés. Leurs besoins en matière de santé mentale doivent être prioritaires afin d'assurer un avenir plus sain pour les générations futures dans les régions dévastées par la guerre.
Dans un article du Guardian, repris par le site canadien, Droits de la Personne, Simon Tisdall, résume ainsi la situation: "Le monde fait la guerre à ses enfants, en se moquant éperdument du droit international"